# Bunhatti, Gangawati
Bunhatti là một làng thuộc tehsil Gangawati, huyện Koppal, bang Karnataka, Ấn Độ.